# جو نافارو
جو نافارو (بالإنجليزية: Joe Navarro)‏ هو كاتب ومؤلف أمريكي وعميل سابق في مركز التحقيقات الفدرالية، ولد في 1953 في سينفويغوس في كوبا، ألف العديد من الكتب عن كيفية قرائة لغة الجسد يختص جو نيفارو في التواصل اللاصوتي ولغة الجسد، وقد ألف العديد من الكتب، بما في ذلك ما يقوله كل شخص، والشخصيات الخطرة، وأعلى من الكلمات، وثلاث دقائق ليوم القيامة، وقاموس لغة الجسد.

## وصلات خارجية
- جو نافارو على موقع ميوزك برينز (الإنجليزية)